# Энергетика Хабаровского края
Энергетика Хабаровского края — сектор экономики региона, обеспечивающий производство, транспортировку и сбыт электрической и тепловой энергии. По состоянию на начало 2019 года, на территории Хабаровского края эксплуатировались восемь крупных тепловых электростанций общей мощностью 2231,3 МВт. В 2018 году они произвели 8905 млн кВт·ч электроэнергии.

## История
Первая электростанция в Хабаровском крае появилась в 1902 году. Её установили в Хабаровской артиллерийской мастерской для обеспечения работы ламп освещения и привода станков. 
Первую электростанцию общего пользования ввели в эксплуатацию в Хабаровске в 1906 году, она имела мощность 120 кВт. К 1911 году к ней подключил 50 дуговых уличных электрических фонарей и 12 000 ламп накаливания частных абонентов. К 1929 году мощность этой электростанции довели до 670 кВт.
В 1931 году начали строительство Хабаровской городской электростанции (ХЭС). Новую электростанцию ввели в эксплуатацию 20 февраля 1934 года. В 1960 году станцию переименовали в Хабаровскую ТЭЦ-2. В 1970 году, после ряда реконструкций она прекратила выработку электроэнергии и окончательно перешла в режим котельной.
Первая небольшая электростанция в Комсомольске-на-Амуре появилась одновременно с основанием города, в 1932 году. В 1933 году началось строительство Амурского судостроительного завода и при нем теплоэлектростанции — будущей Комсомольской ТЭЦ-2. Первый турбоагрегат новой станции мощностью 3 МВт был пущен 26 ноября 1935 года. В 1937 году было начато строительство второй очереди ТЭЦ, после ввода которой в 1939 году мощность станции достигла 30 МВт. В 1957 году ТЭЦ была выделена из состава судостроительного завода и получила современное название — Комсомольская ТЭЦ-2. В 1964 году было закончено строительство третьей очереди станции. В 1974 году к ней на правах цеха была присоединена Комсомольская ТЭЦ-1, введённая в эксплуатацию в 1950 году.
Одновременно было начато развитие электроэнергетики в Советской Гавани. Строительство Майской ГРЭС (в то время называвшейся ДЭСНА — Дальневосточная электростанция специального назначения) было начато в 1935 году, первый агрегат мощностью 3 МВт был введен в эксплуатацию в 1938 году, в 1940 году — еще один агрегат той же мощности и два котла. В 1952 году было начато строительство второй очереди станции, в 1955 году ее мощность достигла 18 МВт. Станция постоянно расширялась, с 1974 года был начат монтаж газотурбинных установок, в итоге к 1989 году мощность Майской ГРЭС достигла 96 МВт.
Площадка для строительства Хабаровской ТЭЦ-1 была выбрана в 1936 году, но начатое строительство было остановлено в 1941 году. В 1949 году строительство возобновляется, проект станции перерабатывается институтом «Теплоэлектропроект» в сторону увеличения мощности — вместо исходных 24 МВт планируется строительство ТЭЦ мощностью 125 МВт (5 агрегатов по 25 МВт). Первый турбоагрегат Хабаровской ТЭЦ-1 был введён в эксплуатацию 28 сентября 1954 года. В дальнейшем станция постоянно расширялась, в итоге к 1972 году на ней было установлено 9 турбин и 16 котлов разных марок, мощность Хабаровской ТЭЦ-1 достигла 485 МВт.
В 1961 году было начато строительство Амурской ТЭЦ-1, основной задачей новой станции стало энергоснабжение целлюлозно-бумажного комбината. Первый турбоагрегат был пущен 5 ноября 1965 года, в дальнейшем станция неоднократно расширялась. В 1961 году было начато проектирование Николаевской ТЭЦ мощностью 24 МВт, строительство станции начали в 1967 году, первый турбоагрегат был пущен в апреле 1973 года. В 1971 году энергосистема Хабаровского края объединяется с энергосистемами Приморского края и Амурской области.
На 1980-е годы приходится ввод наиболее современных электростанций региона — блочных Хабаровской ТЭЦ-3 и Комсомольской ТЭЦ-3. Первая из них была пущена в 1985 году, вторая — в 1988 году. При этом строительство четвёртого блока Хабаровской ТЭЦ-3 сильно затянулось и было завершено только в 2006 году. В 1981 году Комсомольский энергорайон был подключен к ОЭС Востока, в 1990 году в к ЕЭС России подключили и Совгаванский энергорайон.
В 1985 году со стартом перевода на газ Комсомольских ТЭЦ-1 и ТЭЦ-2 начинается этап газификации энергетики Хабаровского края. В 2000 году на газ переведены первые котлоагрегаты на Амурской ТЭЦ-1, в 2006 году — на Хабаровской ТЭЦ-1, в 2012 году — на Хабаровской ТЭЦ-3. В 2014 году было начато строительство новой ТЭЦ в Советской Гавани, которое планируется завершить в 2020 году.

## Генерация электроэнергии
По состоянию на начало 2019 года, на территории Хабаровского края эксплуатировались восемь крупных тепловых электростанций (Хабаровская ТЭЦ-1, Хабаровская ТЭЦ-3, Амурская ТЭЦ-1, Комсомольские ТЭЦ-1,-2,-3, Майская ГРЭС, Николаевская ТЭЦ) общей мощностью 2231,3 МВт, в том числе в объединенном энергорайоне (входящем в ЕЭС России) — 2100,7 МВт и в изолированном Николаевском энергорайоне — 130,6 МВт. Все электростанции принадлежат АО «Дальневосточная генерирующая компания» (дочернее общество ПАО «РусГидро»). Ведется строительство ТЭЦ в г. Советская Гавань (126 МВт, пуск в 2020 году), проектируется Хабаровская ТЭЦ-4.

### Хабаровская ТЭЦ-1
Расположена в г. Хабаровске. Паротурбинная теплоэлектроцентраль, в качестве топлива использует природный газ (преимущественно), а также каменный и бурый уголь. Турбоагрегаты станции введены в эксплуатацию в 1955—1976 годах. Установленная электрическая мощность станции — 435 МВт, тепловая мощность — 1200,2 Гкал/час. Фактическая выработка электроэнергии в 2018 году — 1626 млн кВт·ч. Оборудование станции включает в себя семь турбоагрегатов, из них два мощностью 25 МВт, один — 30 МВт, один — 50 МВт, два — 100 МВт и один — 105 МВт. Также имеется 15 котлоагрегатов и 3 водогрейных котла. Сооружения и оборудование станции достигли высокой степени износа, в связи с чем планируется ее вывод из эксплуатации после пуска Хабаровской ТЭЦ-4, запланированного на 2025 год.

### Хабаровская ТЭЦ-3
Расположена в г. Хабаровске. Паротурбинная теплоэлектроцентраль, в качестве топлива использует каменный уголь (преимущественно), а также природный газ. Вторая по мощности тепловая электростанция на Дальнем Востоке. Турбоагрегаты станции введены в эксплуатацию в 1985—2006 годах. Установленная электрическая мощность станции — 720 МВт, тепловая мощность — 1640 Гкал/час. Фактическая выработка электроэнергии в 2018 году — 3773 млн кВт·ч. Оборудование станции включает в себя четыре турбоагрегата мощностью по 180 МВт и четыре котлоагрегата, а также пиковую водогрейную котельную в составе трёх водогрейных и двух паровых котлов.

### Комсомольская ТЭЦ-1
Расположена в г. Комсомольске-на-Амуре. Паротурбинная теплоэлектроцентраль, в качестве топлива использует природный газ. Организационно входит в состав Комсомольской ТЭЦ-2. Имеет наименьшую мощность среди всех электростанций региона. Турбоагрегаты станции введены в эксплуатацию в 1950—1953 годах, одна из старейших электростанций Хабаровского края. Установленная электрическая мощность станции — 25 МВт, тепловая мощность — 241 Гкал/час. Оборудование станции включает в себя два турбоагрегата, мощностью 10 и 15 МВт, и пять котлоагрегатов. Оборудование достигло высокой степени износа, к 2025 году планируется его вывод из эксплуатации со строительством замещающей котельной.

### Комсомольская ТЭЦ-2
Расположена в г. Комсомольске-на-Амуре. Паротурбинная теплоэлектроцентраль, в качестве топлива использует природный газ (преимущественно), а также каменный и бурый уголь. Эксплуатируемые в настоящее время турбоагрегаты станции введены в эксплуатацию в 1963—1970 годах, при этом сама электростанция была пущена в 1935 году, являясь старейшей ныне действующей электростанцией Хабаровского края. Установленная электрическая мощность станции — 197,5 МВт, тепловая мощность — 545 Гкал/час. Фактическая выработка электроэнергии в 2018 году (с учётом Комсомольской ТЭЦ-1) — 878 млн кВт·ч. Оборудование станции включает в себя четыре турбоагрегата, из них один мощностью 27,5 МВт, два — 50 МВт и один — 60 МВт, и семь котлоагрегатов.

### Комсомольская ТЭЦ-3
Расположена в г. Комсомольске-на-Амуре. Паротурбинная теплоэлектроцентраль, в качестве топлива использует природный газ. Турбоагрегаты станции введены в эксплуатацию в 1988—1989 годах. Установленная электрическая мощность станции — 360 МВт, тепловая мощность — 780 Гкал/час. Фактическая выработка электроэнергии в 2018 году — 1618 млн кВт·ч. Оборудование станции включает в себя два турбоагрегата мощностью по 180 МВт и два котлоагрегата, а также пиковую водогрейную котельную в составе двух водогрейных и двух паровых котлов.

### Амурская ТЭЦ-1
Расположена в г. Амурске. Паротурбинная теплоэлектроцентраль, в качестве топлива использует природный газ, а также каменный и бурый уголь. Турбоагрегаты станции введены в эксплуатацию в 1967—1987 годах. Установленная электрическая мощность станции — 285 МВт, тепловая мощность — 1169 Гкал/час. Фактическая выработка электроэнергии в 2018 году — 807 млн кВт·ч. Оборудование станции включает в себя пять турбоагрегатов, из них один мощностью 25 МВт, три — 60 МВт и один — 80 МВт. Также имеется 9 котлоагрегатов и 4 водогрейных котла.

### Майская ГРЭС
Расположена в п. Майский, обеспечивает электроэнергией энергорайон Советской Гавани. Имеет в своём составе две группы основного оборудования: паротурбинную часть и газотурбинную часть. В качестве топлива используется каменный уголь (для паротурбинной части), а также дизельное топливо (для газотурбинной части). Эксплуатируемые в настоящее время турбоагрегаты станции введены в эксплуатацию в 1954—1989 годах, при этом сама электростанция была пущена в 1938 году, являясь одной из старейших электростанций Хабаровского края. Установленная электрическая мощность станции — 78,2 МВт, тепловая мощность — 15,4 Гкал/час. Фактическая выработка электроэнергии в 2018 году — 205 млн кВт·ч. Оборудование станции включает в себя три турбоагрегата, из них один мощностью 6 МВт и два — 12 МВт, шесть котлоагрегатов, три газотурбинные установки мощностью по 12 МВт и одну дизель-генераторную установку мощностью 0,2 МВт. Сооружения и оборудование станции достигли высокой степени износа, в связи с чем планируется ее вывод из эксплуатации после пуска Совгаванской ТЭЦ, запланированного на 2020 год.

### Николаевская ТЭЦ
Расположена в г. Николаевске-на-Амуре, обеспечивает электроэнергией изолированный от Единой энергосистемы России Николаевский энергорайон. Паротурбинная теплоэлектроцентраль, в качестве топлива использует природный газ. Турбоагрегаты станции введены в эксплуатацию в 1973—1987 годах. Установленная электрическая мощность станции — 130,6 МВт, тепловая мощность — 321,2 Гкал/час. Фактическая выработка электроэнергии в 2018 году — 288 млн кВт·ч. Оборудование станции включает в себя четыре турбоагрегатов, из них два мощностью 12 МВт и два — 55 МВт, шесть котлоагрегатов и два дизель-генератора мощностью 0,3 МВт.

## Потребление электроэнергии
Потребление электроэнергии в Хабаровском крае в 2018 году составило 8816 млн кВт·ч (в том числе в Николаевском энергорайоне — 288 млн кВт·ч), максимум нагрузки — 1503 МВт. Таким образом, Хабаровский край сбалансированный регион по электроэнергии и избыточный по мощности. В структуре потребления электроэнергии в регионе по состоянию на 2018 год лидируют население (32 %), промышленное производство, включая добычу полезных ископаемых (22 %). Крупнейшие потребители электроэнергии в Хабаровском крае по состоянию на 2018 год — ООО «Торэкс-Хабаровск» (510 млн кВт·ч), Комсомольский авиационный завод (104 млн кВт·ч), АО «Многовершинное» (97 млн кВт·ч). Функции гарантирующего поставщика электроэнергии выполняет АО «Дальневосточная энергетическая компания» (дочернее общество ПАО «РусГидро»).

## Электросетевой комплекс
Энергосистема Хабаровского края (за исключением Николаевского энергорайона) входит в ЕЭС России, являясь частью Объединённой энергосистемы Востока, находится в операционной зоне филиала АО «СО ЕЭС» Хабаровское РДУ. Связана с энергосистемами Приморского края по одной ВЛ 500 кВ, трём ВЛ 220 кВ и одной ВЛ 110 кВ, с энергосистемой Амурской области — по двум ВЛ 500 кВ и трём ВЛ 220 кВ, с энергосистемой Еврейской АО — по двум ВЛ 500 кВ и пяти ВЛ 220 кВ.
Общая протяженность линий электропередачи в Хабаровском крае по состоянию на 2018 год составляет 13237 км (по цепям), в том числе ВЛ 500 кВ — 1206 км, ВЛ 220 кВ — 3930 км, ВЛ 110 кВ — 2299 км, ВЛ напряжением 35 кВ и ниже — 5802 км. Электрические сети напряжением 220 и 500 кВ эксплуатируются ПАО «ФСК ЕЭС», напряжением 110 кВ и ниже — АО «Дальневосточная распределительная сетевая компания» (в основном), а также муниципальными и ведомственными электросетевыми организациями.

## Теплоснабжение
Теплоснабжение в Хабаровском крае обеспечивают ряд источников общей тепловой мощностью 7092 Гкал/ч (только объекты АО «Дальневосточная генерирующая компания», без учёта муниципальных котельных). Это крупные тепловые электростанции и котельные АО «Дальневосточная генерирующая компания» (в первую очередь Хабаровская ТЭЦ-2), а также ряд муниципальных котельных. Отпуск тепловой энергии в 2018 году составил 13 555 тыс. Гкал, в том числе тепловые электростанции — 9874 тыс. Гкал, котельные АО «Дальневосточная генерирующая компания» — 1249 тыс. Гкал, муниципальные котельные — 2432 тыс. Гкал.